# Атамайта
Атамайта — руководитель третьего антиперсидского восстания в Эламе после воцарения Дария I.
По мнению ряда учёных, имя «Атамайта» является сокращённой формой эламского Атта-хамити-Иншушинак. Как полагают некоторые исследователи, Атамайта был последним царём Элама с резиденцией в Сузах. Он встал во главе начавшегося в 520 или 519 году до н. э. очередного выступления против власти персов в стране. По замечанию исследователя В. П. Орлова, прежние восстания в Эламе, как следует из Бехистунской надписи, были подавлены без применения серьёзной военной силы. Но на усмирение этого мятежа был отправлен с армией Гаубарува (Гобрий), участник заговора против Бардии и один из ближайших приверженцев Дария I. Сузы, в которых располагались зимний дворец царя и его канцелярия, стали важным административным центром державы Ахеменидов, и, по всей видимости, Дарий отлично понимал степень их геополитического значения. Атамайта потерпел поражение, попал в плен, был доставлен к персидскому царю и казнён. Как утверждал Дарий I, теперь «страна стала моей».